# Национальный музей Южной Осетии
Национальный музей Южной Осетии (осет. Хуссар Ирыстоны национ музей) — музейное учреждение в Цхинвале (Цхинвали), основанное в 1923 году и посвящённое культуре и истории осетинского народа.

## История
Юго-Осетинский краеведческий музей был основан 31 марта 1923 года решением президиума ЦИК Юго-Осетинской автономной области. Первое время он размещался на втором этаже частного дома на ул. Армянской, позднее переехал в Дом культуры колхозника (ныне Юго-осетинский государственный драматический театр).
Первоначально в музее имелась небольшая коллекция предметов этнографии и археологии. В 1926—1941 годах коллекция пополнялась предметами из археологических экспедиций под руководством Е. Г. Пчелиной. В 1935 году Юго-Осетинский институт краеведения (сейчас Юго-Осетинский научно-исследовательский институт, ЮОНИИ) направило художника М. С. Туганова в Эрмитаж и Русский музей для изыскания картин для музея. По состоянию на 1930-е годы в музее имелись сектор древностей, отдел истории гражданской войны и истории борьбы за Советскую власть.
Позднее музей вернулся в частное здание на ул. Армянская, где 9 июля 1941 года значительно пострадал в результате пожара. С 1947 года до 1990-х годов коллекция пополнялась материалами археолога В. П. Любина. В связи с нехваткой места коллекции музея размещались в здании армянской православной церкви и в подвалах здания областного суда. В советские времена в музее активно велась научная работа, в том числе в нём начали свою научную деятельность историки З. Д. Гаглоева и Л. А. Чибиров.
Во время грузино-осетинской войны 1991—1992 годов музей был разграблен, в том числе пропали Оконский триптих — византийский троескладень Х века из слоновой кости — и картиина М. С. Туганова «Расстрел 13 коммунаров». В 2015 году Национальный музей Южной Осетии переехал в здание бывшего банка, построенное в стиле советского классицизма и реконструированное на средства России.

## Коллекция
По состоянию на 2024 год музей насчитывает 40 тысяч экспонатов, включает в себя зал работ художника М. С. Туганова и отделы этнографии, геноцида (событий 1920 года), боевой славы (во Второй мировой войне), природы, российско-осетинской дружбы и советской истории.